# Подымка
Подымка (укр. Подимка) — село в Глодосской сельской общине Новоукраинского района Кировоградской области Украины.
Население по переписи 2001 года составляло 105 человек. Почтовый индекс — 27121. Телефонный код — 5251. Код КОАТУУ — 3524084307.